# Mike Maczey
Mike Maczey (* 28. September 1972 in Schleswig) ist ein ehemaliger deutscher Zehnkämpfer.

## Werdegang
Maczey begann seine Karriere bei der TWG Schleswig Geest, von 1992 bis 1997 trat er für den TSV Böklund an und wechselte 1998 zum Team Zehnkampfwelle Schleswig-Holstein. 1993 war Maczey deutscher Juniorenmeister im Zehnkampf, 1997 mit 7910 Punkten und 1999 mit 8104 Punkten siegte er bei den deutschen Meisterschaften in der Erwachsenenklasse. Bei den Halleneuropameisterschaften 1996 belegte er den siebten Platz im Siebenkampf, zwei Jahre später erreichte er den neunten Platz und übertraf dabei mit 6015 Punkten zum einzigen Mal in seiner Karriere die 6000-Punkte-Marke. Auch im Zehnkampf konnte sich Maczey zweimal bei Europameisterschaften platzieren: 1998 in Budapest erreichte er mit 8174 Punkten den achten Platz, 2002 in München war er Sechster mit 8158 Punkten.
Seinen besten Zehnkampf absolvierte Maczey am 3. und 4. Juni 2000 beim Mehrkampf-Meeting Götzis, als er 8461 Punkte erreichte und trotzdem nur den siebten Platz belegte. Bei den Olympischen Spielen 2000 belegte er den 25. Platz mit 7229 Punkten, nachdem er im 110-Meter-Hürdenlauf gestürzt war. 
Ende 2004 beendete der 1,88 m große Polizist seine Laufbahn als Leistungssportler. In seiner Karriere übertraf er in zwölf Zehnkämpfen die 8000-Punkte-Marke.

## Bestleistungen
| Disziplin      | Bestleistung | Datum und Ort                        |
| -------------- | ------------ | ------------------------------------ |
| 100 m          | 10,99 s      | 3. Juni 2000 in Götzis               |
| Weitsprung     | 7,59 m       | 3. Juni 2000 in Götzis               |
| Kugelstoßen    | 14,79 m      | 7. August 1999 im Waldstadion Aachen |
| Hochsprung     | 2,10 m       | 9. August 1992 in Magdeburg          |
| 400 m          | 49,53 s      | 7. August 1999 in Aachen             |
| 110 m Hürden   | 14,13 s      | 1. Juni 2003 in Götzis               |
| Diskuswurf     | 46,98 m      | 30. Juni 2002 in Bydgoszcz           |
| Stabhochsprung | 5,20 m       | 3. September 2000 in Hamburg         |
| Speerwurf      | 64,85 m      | 22. Juli 2001 in Bernhausen          |
| 1500 m         | 4:25,31 min  | 21. Juni 1998 in Ratingen            |
| Zehnkampf      | 8461 Punkte  | 3. und 4. Juni 2000 in Götzis        |